# Dominikus-Savio-Kirche
Dominikus-Savio-Kirche ist eine Kirche, Klosterkirche bzw. Kapelle, die dem heiligen Dominikus Savio (1842–1857), dem Schüler Don Boscos, geweiht ist. Patrozinium ist der 9. März, in der Don Bosco Familie 6. Mai.
Grabeskirche ist die Maria-Hilf-Basilika zu Valdocco bei Turin, Mutterhaus der Salesianer Don Boscos. Die Kirchen sind relativ selten, verbreiteter sind Schulen des Patroziniums, da er als Schutzheiliger Jugendlicher gilt. Heiligsprechung war 1954, die Kirchen sind allesamt solche der Moderne und Postmoderne.
- ♦ …  Basiliken u. ä.

In anderen Sprachen:
englisch Saint Dominic Savio;
französisch Saint-Dominique-Savio;
italienisch San Domenico Savio;
spanisch Santo Domingo Savio;
portugiesisch São Domingos Sávio

## Liste

### Brasilien
- Igreja de Paróquia São Domingos Sávio, Pirituba, São Paulo[1]

### Deutschland
- Dominikus-Savio-Kirche, Pfaffendorf

### Frankreich
- Chapelle St-Dominique Savio, Épinay-sur-Orge[2]

### Indien
- St. Dominic Savio Church, Wadala, Mumbai[3]

### Italien
- ♦ Basilica di San Domenico Savio, Lecce, Apulien
- Chiesa di San Domenico Savio, Torine (Turin), Piemont
- Chiesa parrochiale di San Domenico Savio, Scordia, Catania[4]
- S. Domenico Savio, Rimini-Padulli, Emilia-Romagna[5]

### Kolumbien
- Iglesia Parroquiale Santo Domingo Savio, Ciudad de Bogotá[6]

### Österreich
- Pfarrkirche Neuerlaa, Wien-Liesing (23.)

### Philippinen
- Saint Dominic Savio Parish Church, Mandaluyong City[7]

### Polen
- St. Dominikus Savio (Ostróda) (Osterode in Ostpreußen)

### Vereinigte Staaten
- St. Dominic Savio Catholic Church, Bellflower, California[8]
- St. Dominic Savio Church and Retreat Center, Oakhurst, California
- St. Dominic Savio Church, St. Louis, Missouri[9]
- Saint Dominic Savio Chapel, Freeland (Saginaw County), Michigan[10]